# Kustsparv
Kustsparv (Ammospiza maritima) är en fågel i familjen amerikanska sparvar inom ordningen tättingar. Den förekommer utmed USA:s kust utmed både Atlanten och Mexikanska golfen.

## Utseende
Kustsparven är en rätt kompakt, långnäbbad sparv med en kroppslängd på 15 centimeter. Den är genomgående mörkgrå med vit strupe och diffusa streck undertill. Karakteristiskt är ett gult ögonbrynsstreck mellan ögat och näbben. De olika underartsgrupperna skiljer sig åt hur tydlig och konstrastrikt streckad den är ovan och under, där mirabilis är mest distinkt tecknad och maritima minst.

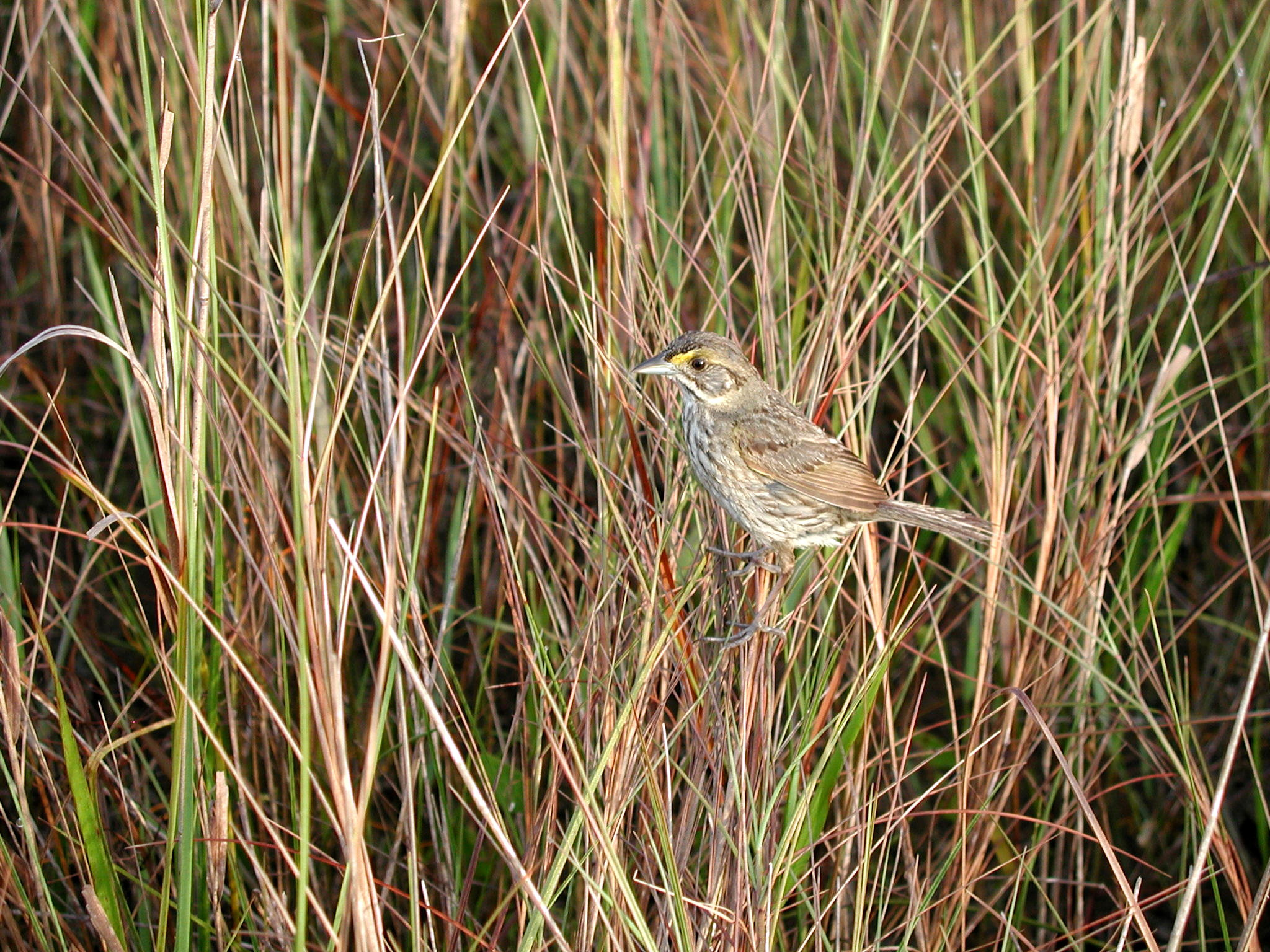
Kustsparv av underarten mirabilis.

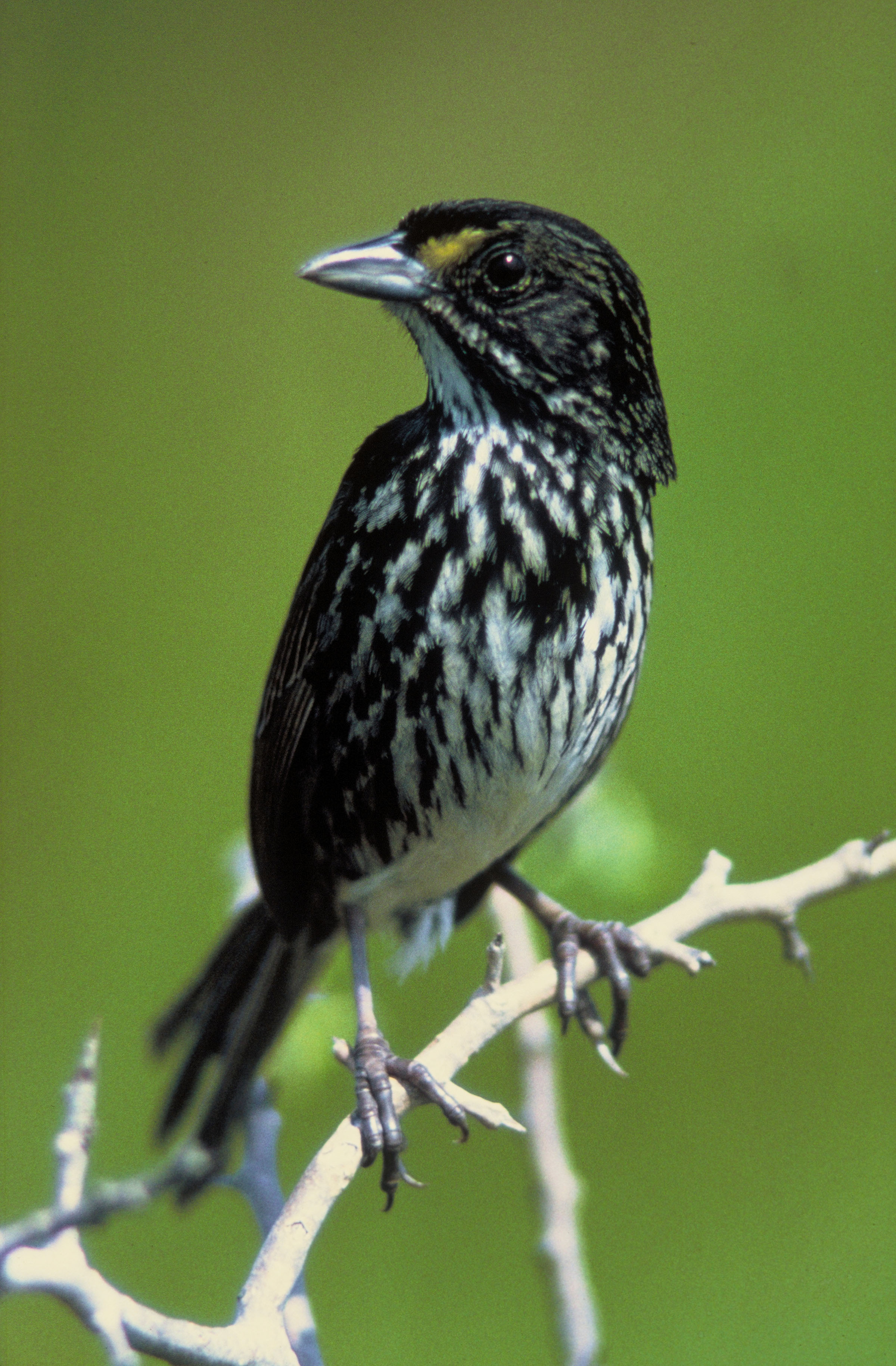
Den numera utdöda underarten nigrescens.

## Läte
Sången är en rätt dämpad ramsa som i engelsk litteratur återges "tup-teetle zhrrrrr", mer komplex och fylligare än madsparv och spetsstjärtad sparv. Lätet är ett hest "hup" och i flykten hörs ett utsträckt tunt "zeeeooee".

## Utbredning och systematik
Kustsparven förekommer utmed Nordamerikas östkust, både utmed Atlanten och Mexikanska golfen. Den delas in i fyra grupper med sju underarter, med följande utbredning:
- maritima-gruppen: salta våtmarker utmed Atlantkusten
  - Ammospiza maritima maritima – New Hampshire och Massachusetts till nordligaste North Carolina, flyttar så långt söderut som till nordöstra Florida
  - Ammospiza maritima macgillivraii – norra North Carolina till södra Georgia (tidigare till norra Florida)
- Ammospiza maritima nigrescens – längs östra kusten och östra Florida, numera utdöd
- sennetti-gruppen: våtmarker vid Golfkusten
  - Ammospiza maritima fisheri – San Antonio Bay, Alabama
  - Ammospiza maritima sennetti – södra Texas (Aransas County till Nueces Bay)
  - Ammospiza maritima peninsulae (inklusive juncicola) – västra Florida (Dixie County till Old Tampa Bay) och golfkusten i norra Florida (Escambia till Taylor County)
- Ammospiza maritima mirabilis – sydvästra Florida (Everglades till Cape Sable)

### Släktestillhörighet
Arten placerades tidigare traditionellt i släktet Ammodramus, men DNA-studier har visat att detta släkte är kraftigt parafyletiskt. Typarten för släktet gräshoppssparv står nära Arremonops, medan kustsparv (liksom starrsparv, madsparv och spetsstjärtad sparv) är närmare släkt med arter som grässparv (Passerculus) och sångsparv (Melospiza), varför dessa i allt större utsträckning numera lyfts ut till det egna släktet Ammospiza.

### Familjetillhörighet
Tidigare fördes de amerikanska sparvarna till familjen fältsparvar (Emberizidae) som omfattar liknande arter i Eurasien och Afrika. Flera genetiska studier visar dock att de utgör en distinkt grupp som sannolikt står närmare skogssångare (Parulidae), trupialer (Icteridae) och flera artfattiga familjer endemiska för Karibien.

## Levnadssätt
Kustsparven förekommer året runt vid kusten där den lever ett tillbakadraget liv i salthaltiga våtmarker. Den föredrar blötare områden med högre växtlighet än spetsstjärtad sparv (Ammospiza caudacutus).

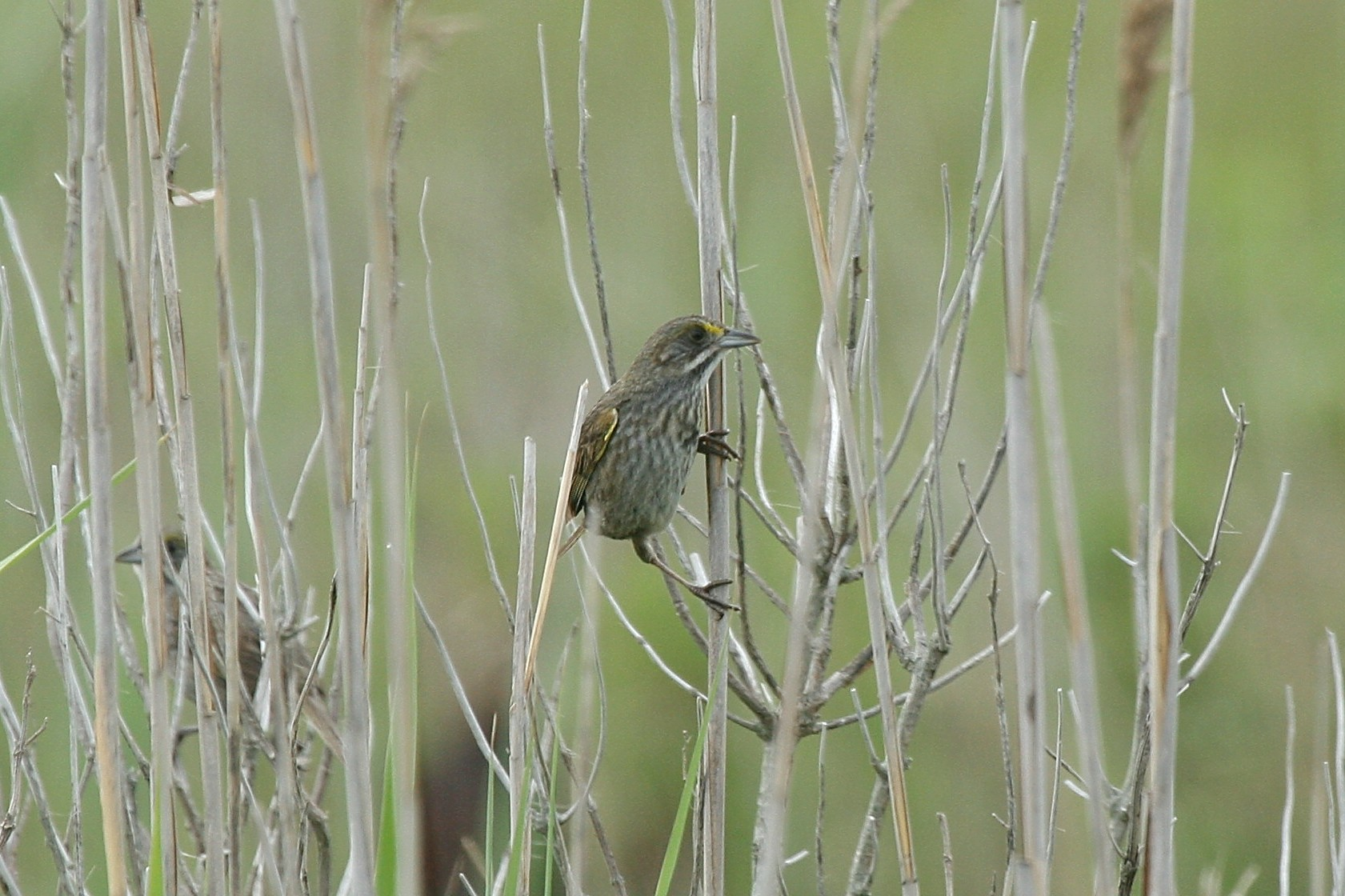
Kustsparv av nominatformen.

## Status och hot
Arten har ett stort utbredningsområde och en stor och numera stabil population. Internationella naturvårdsunionen IUCN kategoriserar därför arten som livskraftig (LC). Världspopulationen uppskattas till 200 000 häckande individer.